# Jens Döring
Jens Döring (* 1978 in Dresden) ist ein deutscher Musiker, Medienkünstler, Designer und Hochschullehrer.

## Hochschullehrer und Designer
Döring studierte er von 2001 bis 2006 Medieninformatik an der Hochschule der Medien Stuttgart. 2006, nach Abschluss als Diplom-Ingenieur, gründete er das Designbüro 2av. Dessen geschäftsführender Gesellschafter ist er seit 2009. Von 2008 bis 2013 hatte er einen Lehrauftrag für "interaction design" an der Hochschule Ulm  im Studiengang digital media inne und von 2008 bis 2012 wirkte er außerdem als Dozent für Medientechnik und Generative Gestaltung an der Akademie für Kommunikation.
Döring folgte 2012 einem Ruf als Professor für Interaktionsgestaltung an die Hochschule für Gestaltung Schwäbisch Gmünd, an der er bereits seit 2009 einen Lehrauftrag innehatte. Seit 2016 ist er dort Professor für Gestaltung vernetzter Systeme/Internet der Dinge.

## Musiker
Döring experimentierte seit 1991 mit Gitarren und elektronischen Elementen. Später veröffentlicht er seine ersten Platten im elektronischen Tanzmusik-Bereich unter den Pseudonymen Shift und später E.Stonji. Seine Stücke erschienen auf den Musiklabeln Kitty Yo, Skam Records, Phantomnoise, Sozialistischer Plattenbau, Benbecula, Heimelektro Ulm, Duftplatten, Spezialmaterial, Doxa, Megahertz, Echokammer, Dhyana, Sendertechnik, Fuenfundvierzig, Invasion Wreck Chords und Lee.
Zusammen mit Hans Platzgumer gründete er die Projekte hp.stonji. Es folgten Veröffentlichungen auf Spezialmaterial (Baked Goods, Alphacut) und E:Gum. Weiterhin produziert er für verschiedene musikalische Projekte und arbeitet als Audio-Programmierer an VST-Instrumenten (Netzwerkapplikationen, Max/MSP/Jitter). Döring ist auch als Hörspiel-Regisseur und Produzent für den Deutschen Hörbuch Verlag tätig. Als Klangkünstler erstellt er Klanginstallationen (Digitale Gitarre, Lichtsensitiver Bodenbelag).